# Kelantan

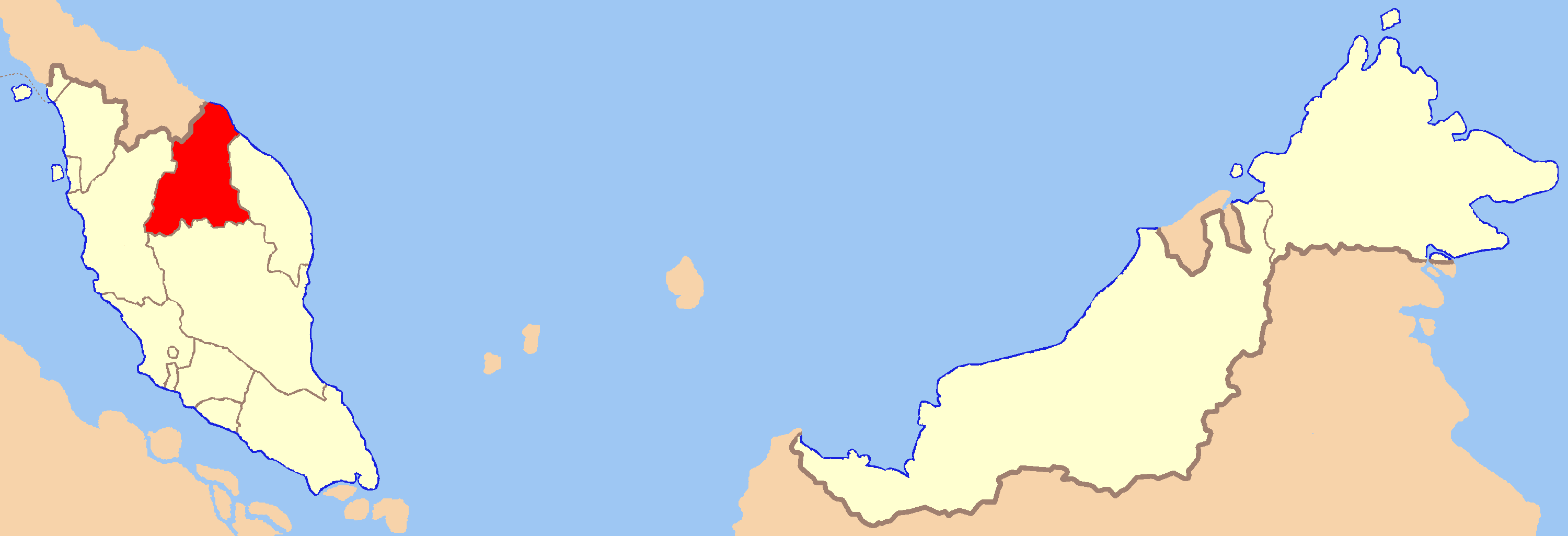
Delstatens läge i Malaysia.

Kelantans flagga.

Kelantan är en delstat i nordvästra Malaysia, med gräns mot Thailand i nordväst och kust mot Sydkinesiska havet i nordost. Befolkningen uppgick till 1 595 000 invånare år 2008, på en yta av 15 099 kvadratkilometer. Delstatens administrativa huvudort och enda större stad är Kota Bharu. 

## Administrativ indelning
Kelantan är indelad i tio distrikt:
- Bachok
- Gua Musang
- Jeli
- Kota Bharu
- Kuala Krai
- Machang
- Pasir Mas
- Pasir Puteh
- Tanah Merah
- Tumpat